# کارل اگوست کرونلوند
کارل اگوست کرونلوند (انگلیسی: Carl August Kronlund؛ ۲۵ اوت ۱۸۶۵ – ۱۵ اوت ۱۹۳۷ (aged 71)) ورزشکار کرلینگ اهل سوئد بود.
وی در مسابقات کشوری و بین‌المللی در مجموع برندهٔ ۱ مدال نقره شده‌است.